# Mezinárodní letiště San Diego
Mezinárodní letiště San Diego (IATA: SAN, ICAO: KSAN, FAA LID: SAN), anglicky San Diego International Airport, je mezinárodní letiště v San Diegu v Kalifornii.

## Aerolinky a destinace
(Aktualizováno 26. dubna 2024.)
| Letecká společnost   | Destinace          | Destinace |
| -------------------- | ------------------ | --- |
| Air Canada           | Kanada             | Toronto · Vancouver \| sezónně: Montréal |
| Alaska Airlines      | Mexiko             | Puerto Vallarta · San José del Cabo \| sezónně: Cancún · Ixtapa/Zihuatanejo |
| Alaska Airlines      | USA                | Atlanta · Austin · Boise · Boston · Eugene · Everett · Fresno · Honolulu · Kahului · Kailua-Kona · Las Vegas (od 1. října 2024) · Lihue · Monterey · New York-JFK · New York-Newark · Orlando · Portland · Redmond · Sacramento · Salt Lake City · San Francisco · San Jose · San Luis Obispo · Santa Rosa · Seattle · Spokane · Tampa · Washington-Dulles \| sezónně: Anchorage · Bozeman · Fort Lauderdale · Hayden · Jackson · Kalispell · Missoula |
| Allegiant Air        | USA                | Provo \| sezónně: Bellingham · Des Moines · Medford |
| American Airlines    | USA                | Dallas/Fort Worth · Filadelfie · Charlotte · Chicago-O'Hare · Miami · Phoenix |
| Breeze Airways       | USA                | Norfolk · Raleigh/Durham \| sezónně: Cincinnati · Jacksonville · Pittsburgh |
| British Airways      | Spojené království | Londýn-Heathrow |
| Delta                | USA                | Atlanta · Boston · Detroit · Las Vegas · Los Angeles · Minneapolis · New York-JFK · Salt Lake City · Seattle |
| Frontier Airlines    | USA                | Dallas/Fort Worth · Denver · El Paso · Las Vegas · Phoenix · San Francisco |
| Hawaiian Airlines    | USA                | Honolulu · Kahului |
| Japan Airlines       | Japonsko           | Tokio-Narita |
| JetBlue              | USA                | Boston · Fort Lauderdale · New York-JFK |
| Lufthansa            | Německo            | Mnichov |
| Southwest Airlines   | Mexiko             | San José del Cabo |
| Southwest Airlines   | USA                | Albuquerque · Atlanta · Austin · Baltimore · Dallas-Love · Denver · El Paso · Honolulu · Houston-Hobby · Chicago-Midway · Kansas City · Las Vegas · Nashville · New Orleans · Oakland · Phoenix · Portland · Reno · Sacramento · Saint Louis · Salt Lake City · San Antonio · San Francisco · San Jose · Tucson \| sezónně: Boise · Columbus · Indianapolis · Milwaukee · Pittsburgh · Tampa                                                           |
| Spirit Airlines      | USA                | Baltimore · Houston-Intercontinetal · Las Vegas · Oakland · Portland · Sacramento · Salt Lake City · San Jose |
| Sun Country Airlines | USA                | Minneapolis/St. Paul |
| United Airlines      | USA                | Denver · Houston-Intercontinental · Chicago-O'Hare · Los Angeles · New York-Newark · San Francisco · Washington-Dulles |
| WestJet              | Kanada             | Calgary \| sezónně: Vancouver |